# 宁波铁路枢纽北环线
宁波铁路枢纽北环线是中国浙江省宁波市的一条双线货运铁路线，为宁波铁路枢纽的组成部分。线路起自萧甬铁路宁波北站，终于甬台温铁路云龙站，全长44.59千米，其中81%线路为高架。宁波北至宝幢的线路自2014年12月10日开通运营，宝幢至云龙段2015年12月30日开通运营。

## 线路走向
宁波铁路枢纽北环线从萧甬铁路宁波北站出发，沿洪镇铁路到达镇海西，此后通过甬江特大桥跨过甬江，与宁波绕城高速公路基本平行。到达北仑支线后和北仑支线并轨，到达邱隘站后向南和甬台温铁路并轨，最终到达云龙站。

## 经过地区
- 宁波市江北区
- 宁波市镇海区
- 宁波市北仑区
- 宁波市鄞州区

## 桥梁
甬江特大桥为宁波铁路枢纽北环线跨甬江桥梁，位于宁波绕城高速公路清水浦大桥西64.8米。主跨468米，采用混合梁斜拉桥。这是中国大陆首创的大跨径梁式铁路专用斜拉桥。